# 東方三博士の礼拝 (サロモン・コニンク)
『東方三博士の礼拝』（とうほうさんはかせのれいはい、蘭: De aanbidding der koningen、英: The Adoration of the Magi）は、オランダ黄金時代の画家サロモン・コニンクがキャンバス上に油彩で制作した絵画である。主題は、『新約聖書』の「マタイによる福音書」(2:1-13) から取られており、イエス・キリストの誕生を祝いにはるばるやってきた東方三博士の礼拝を描いている。作品は、デン・ハーグにあるマウリッツハイス美術館に所蔵されている。なお、作品の制作年については、マウリッツハイス美術館では1650年、オランダ美術史研究所では1644-1646年としている。

## 作品

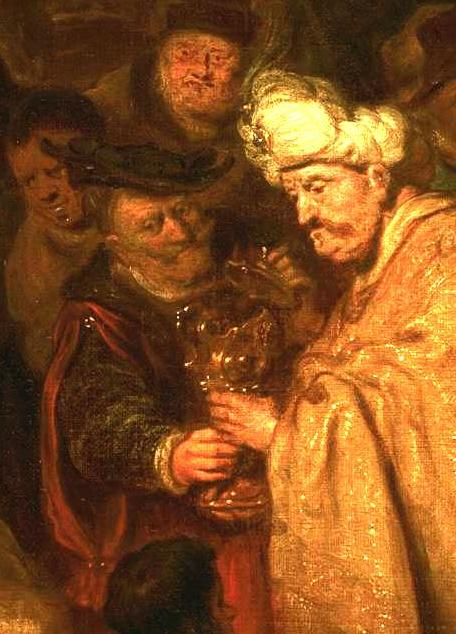
アムステルダムのギルド杯を持つカスパール

本作は夜景図である。聖母マリアに抱かれる幼子イエスに、付き人に伴われた東方三博士のメルキオール、カスパール、バルタザールから金、乳香、没薬の贈り物が捧げられている。メルキオールとカスパールの衣服は少年たちに持ち上げられているが、これはピーテル・パウル・ルーベンスにより始められたアントワープの絵画の伝統を引き継ぐものである。カスパールは、有名なアムステルダムのギルド杯を持っており、これは絵画がアムステルダムで描かれたことを示すが、他の金属製品も同様に有名な物であったのかという問いを生んでいる。構図の中心に配置されているのはバルタザールで、彼はベツレヘムの星が頭上に輝く中、パラソルの下に立っている。
コニンクは、レンブラントのもとで修業をした。本作の多くの服装やポーズは、現在、エルミタージュ美術館にある1634年の『東方三博士の礼拝 』など初期のレンブラントの作品から直接取り入れられている。

## 来歴
マウリッツハイス美術館によると、本作の来歴は、1708年のヨアン・デ・フリースの遺産相続者による記録までしか遡れない。その後、ウィレム5世 (オラニエ公) により、1762年にデン・ハーグでレンブラントの別の弟子であるヘルブラント・ファン・デン・エークハウトの作品として購入された。1795年にフランスに持ち去られ、オランダがフランスに占領されていた時期はルーヴル美術館に展示されていた。作品は、1815年にマウリッツハイス美術館に返還された。

## レンブラント『東方三博士の礼拝』

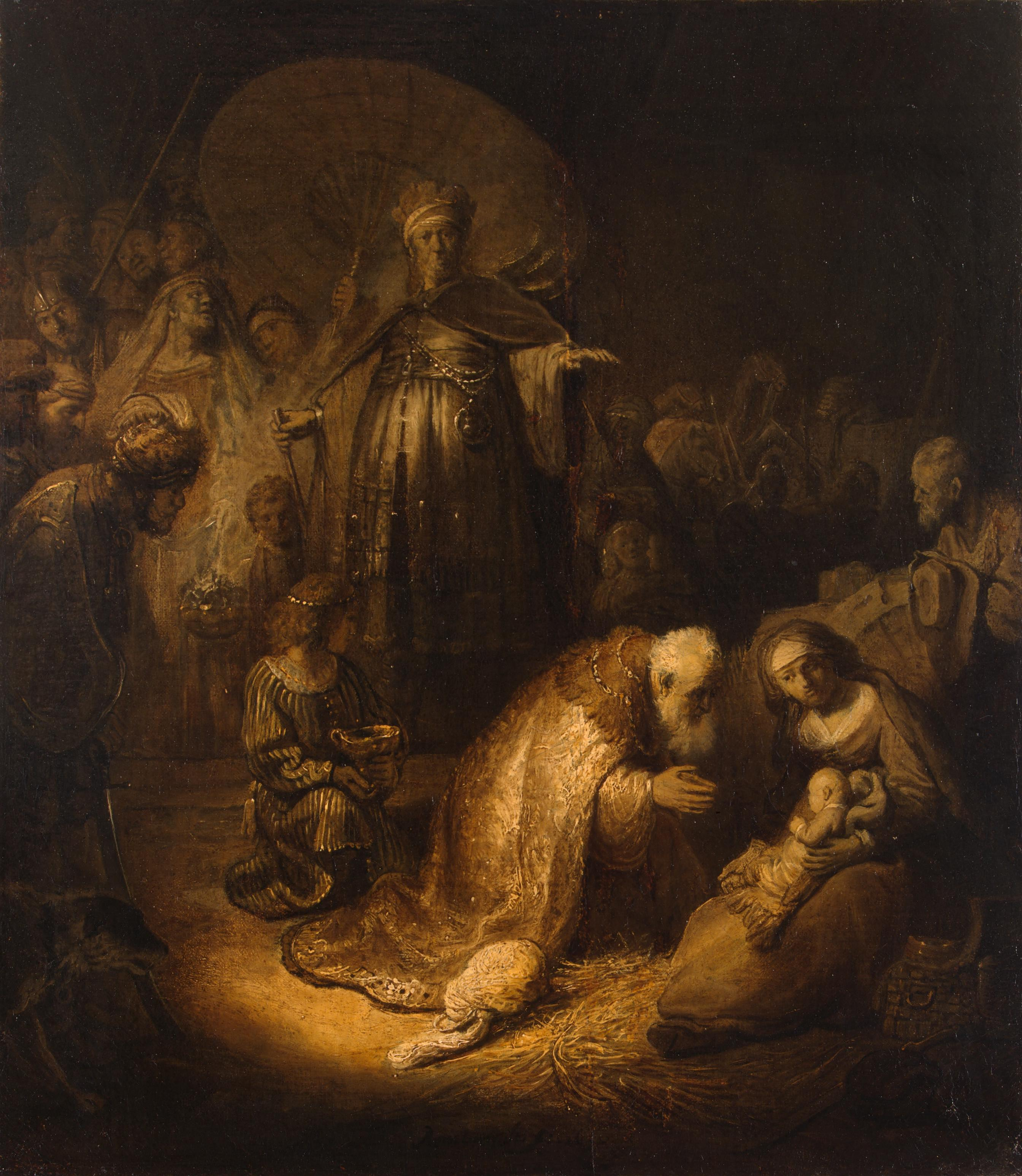
レンブラント、またはレンブラントの工房『東方三博士の礼拝』 (1634年)　エルミタージュ美術館